# Sigurimi
Sigurimi, celým názvem Drejtoria e Sigurimit të Shtetit, což lze do češtiny přeložit jako Ředitelství státní bezpečnosti, byla tajná policie v komunistické Albánii. Sigurimi existovala v letech 1943–1991.
Sigurimi byla zřízena již za druhé světové války jako nástroj komunistických partyzánů proti dalším, konkurenčním odbojovým skupinám, a to pod názvem Výzvědná služba národně-osvobozenecké armády. V roce 1944 bylo zřízeno Ředitelství pro lidovou bezpečnost pod vedením Haxhi Lleshiho. V té době pro organizaci pracovalo okolo pěti tisíc lidí.
Metody její práce byly značně podobné s dalšími tajnými policiemi v zemích Východního bloku. Nezabývala se příliš kriminální činností, jako spíš politickými aktivitami. Sigurimi sloužila často pro likvidaci opozice uvnitř vedení Albánské strany práce; ve své době byla zodpovědná za likvidaci až 170 členů tehdejšího Politbyra a Ústředního výboru komunistické strany. Připravovala také incidenty na hranicích s Jugoslávií (na přelomu 40. a 50. let) a Řeckem; stejně jako likvidace albánských emigrantů v první polovině 50. let.[zdroj?] Měla velmi hustou síť informátorů, která znemožňovala existenci jakéhokoliv hnutí odporu proti albánskému komunistickému režimu. Přítomna byla rovněž i v albánských pracovních táborech, nebo věznicích.
Sama Sigurimi měla zhruba pět tisíc uniformovaných příslušníků a dva a půl tisíce členů v albánské armádě.
V roce 1991 byla rozpuštěna a nahrazena Národní výzvědnou službou (SHIK).